# Leandro Pereira
Leandro Pereira (sinh ngày 13 tháng 7 năm 1991) là một cầu thủ bóng đá người Brasil.

## Sự nghiệp câu lạc bộ
Leandro Pereira đã từng chơi cho Matsumoto Yamaga FC.